# Споры грибов

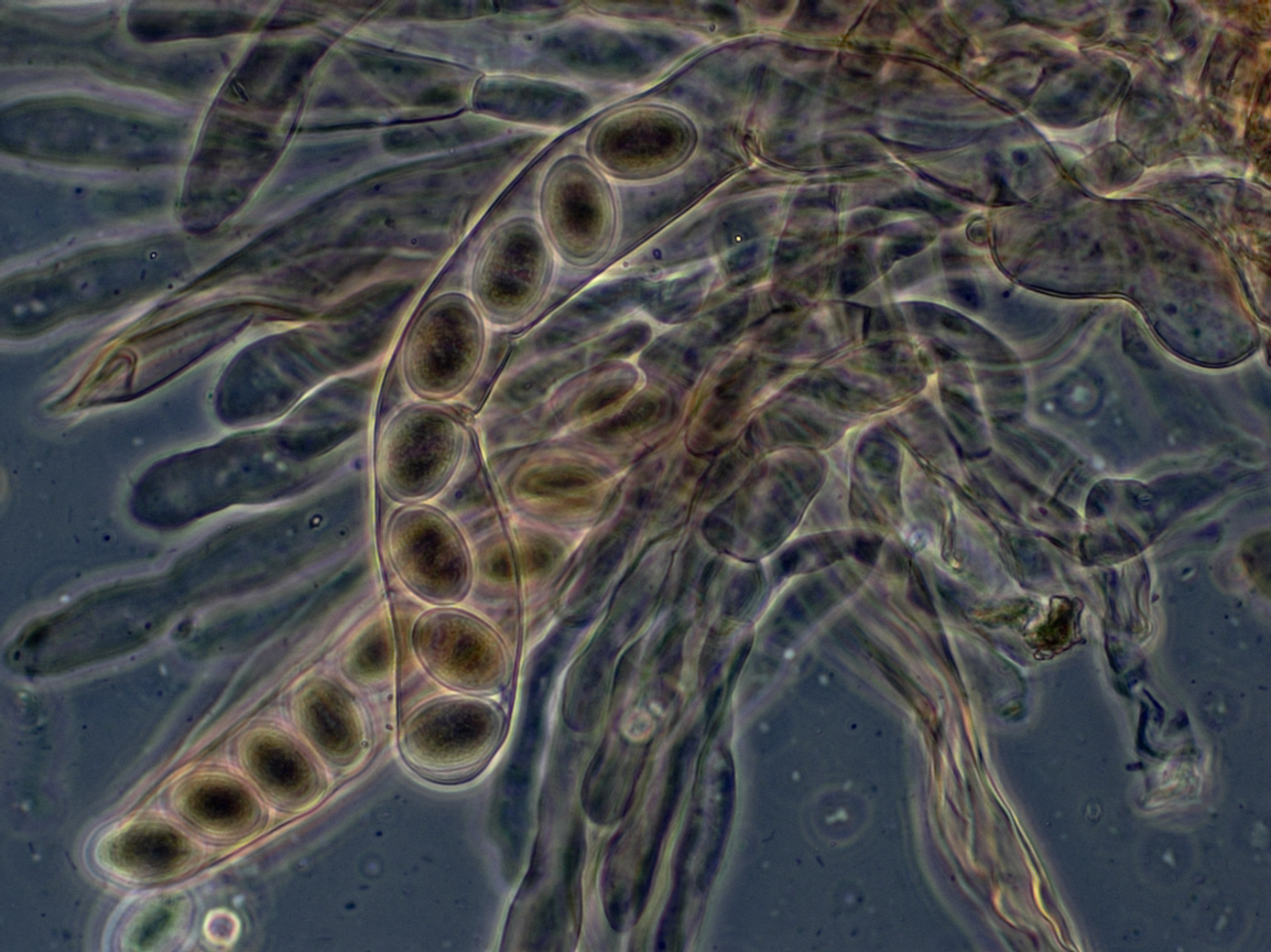
Микрофотография асков высокого сморчка (Morchella elata), содержащих аскоспоры

Спо́ры (от др.-греч. σπορά — сеяние, посев) — общий термин для репродуктивных структур грибов (Fungi). Споры грибов возникают в результате бесполого размножения или полового процесса и служат для размножения.

## Строение
Как правило, споры обладают одноклеточным строением, однако этим термином также называют многоклеточные структуры, иногда с участием стерильных клеток; функционально такие структуры представляют собой группы одноклеточных спор, поскольку каждая спора прорастает независимо от остальных.
Зачастую споры покрыты плотной пигментированной оболочкой. Расселительные споры многих низших грибов способны образовывать жгутики и использовать их для перемещения в жидких средах.

## Развитие
Могут развиваться внутри специальных споровместилищ (эндогенно) или на конце особых выростов мицелия — конидиеносцах (экзогенно).
У трубчатых и пластинчатых грибов споры формируются на стенках пластинок и трубочек.